# Aşağı Ağasıbəyli
Aşağı Ağasıbəyli è un comune dell'Azerbaigian situato nel distretto di Samux. Conta una popolazione di 442 abitanti.